# Notre-Dame-des-Pommiers-Saint-Thyrse

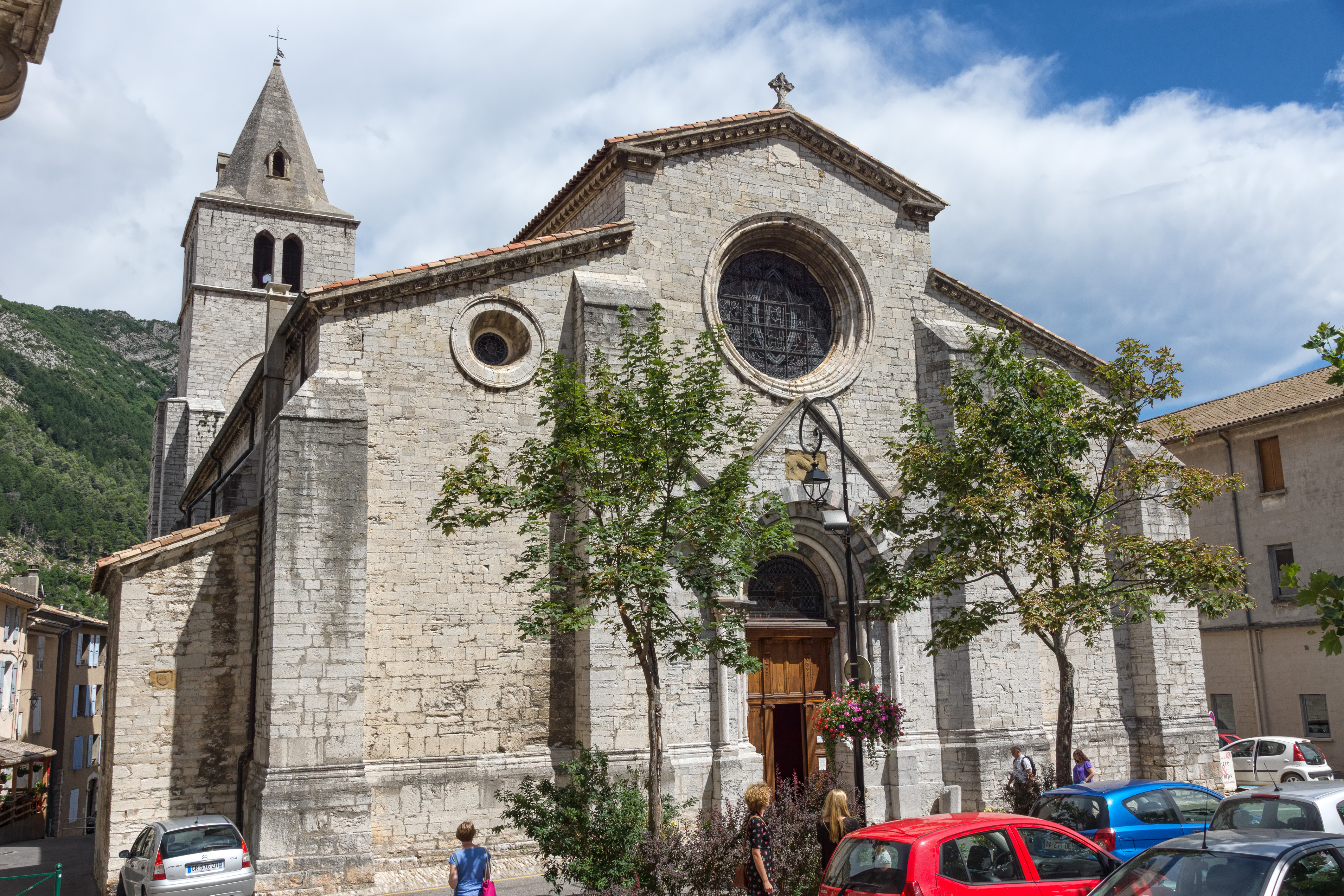
Ehemalige Kathedrale von Sisteron

Die Kirche Notre-Dame-des-Pommiers-Saint-Thyrse ist eine römisch-katholische Kirche und die ehemalige Kathedrale in der Stadt Sisteron im französischen Département Alpes-de-Haute-Provence. Sie war die Hauptkirche des Bistums Sisteron, das seit dem 6. Jahrhundert bestand und in der französischen Revolution im Jahr 1790 aufgelöst wurde.
Die Kirche hat das Patrozinium der Jungfrau Maria und jenes des heiligen Märtyrers Thyrsos und ist besser bekannt unter dem Namen Notre Dame des Pommiers, was vom lateinischen Begriff Pomerium abgeleitet ist, der den offenen Raum zwischen den Häusern der Stadt und der Befestigungsmauer bezeichnete.

## Geschichte
Im Mittelalter umfasste die bischöfliche Gebäudegruppe in Sisteron neben der Kathedrale noch einen Kreuzgang und eine kleinere, dem hl. Thyrsos geweihte Kirche, die 1860 abgebrochen worden ist, wobei ihr Patrozinium auf die Hauptkirche überging.
Bischof Pierre de Sabran (1145–1171) soll der Überlieferung zufolge den Bau der neuen Kathedrale begonnen haben. Unter Bischof Henricus de Segusio arbeiteten italienische Bauleute am Gebäude, was sich in der Übernahme lombardischer Stilelemente ausdrückt. 1431 erhielt die Kirche als Ersatz für das alte Schindeldach ein solches aus Ziegeln.
1564 verwüsteten die Protestanten in der Zeit der Hugenottenkriege die Kirche. Sie demolierten den Kirchturm, zerschlugen die Glocken, zerstörten den Altar und verbrannten das Kapitelsarchiv. Bei den Reparaturarbeiten, die bis in die Zeit des Episkopats von Bischof Toussaint de Glandevès im 17. Jahrhundert dauerten, entstanden an den Seiten des Langhauses acht Seitenkapellen.
Schon im Jahr 1840 fand die ehemalige Kathedrale Aufnahme in die erste Liste der französischen Monuments historiques.

## Architektur
Die Kirche in der romanischen Bautradition der Provence hat neben dem Portal in der Westfassade einen Nebeneingang auf der Nordseite. Der dunkle Längsraum führt ohne Querhaus zu den Chorapsiden, an der Stelle des vordersten Jochs des Mittelschiffs ragt über Trompen eine Kuppel auf. Das Hauptschiff mit fünf Pfeilerpaaren ist 7,8 Meter breit und bis zum Tonnengewölbe 16 Meter hoch. Die Seitenschiffe haben eine Breite von 4,2 Meter.

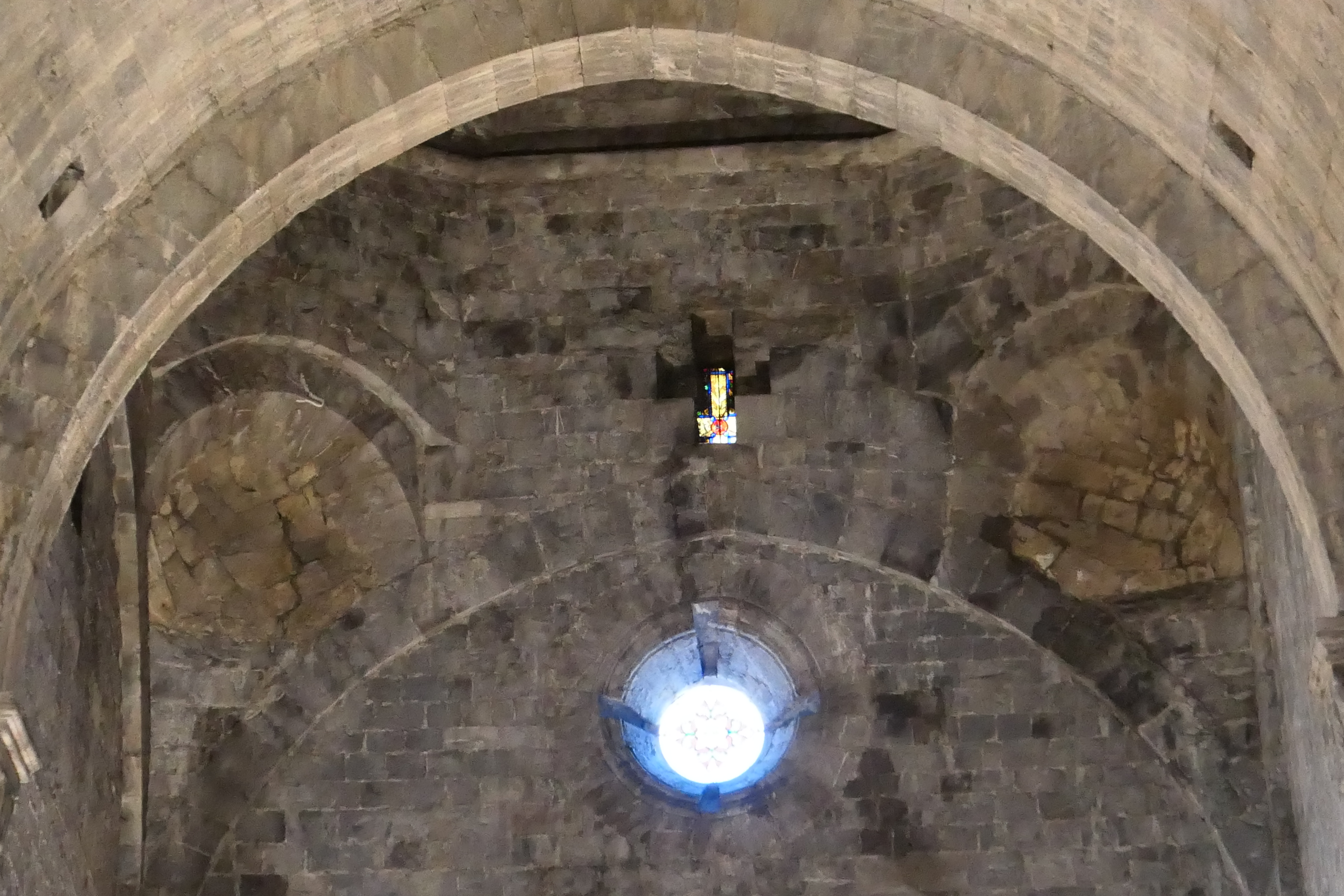
Rundfenster

Der Kuppelturm weist auf der Außenseite eine Arkadengalerie auf, ein in der Provence einzigartiges Stilelement aus der lombardischen Architektur. Auf der Nordseite schließt der über dem letzten Joch des Seitenschiffs stehende Glockenturm an die Kuppel an. Spärliches Licht fällt nur durch drei Rundfenster in der Fassade und die Fensteröffnungen in den Apsiden in den Innenraum.
Die Kirche hat acht Seitenkapellen:

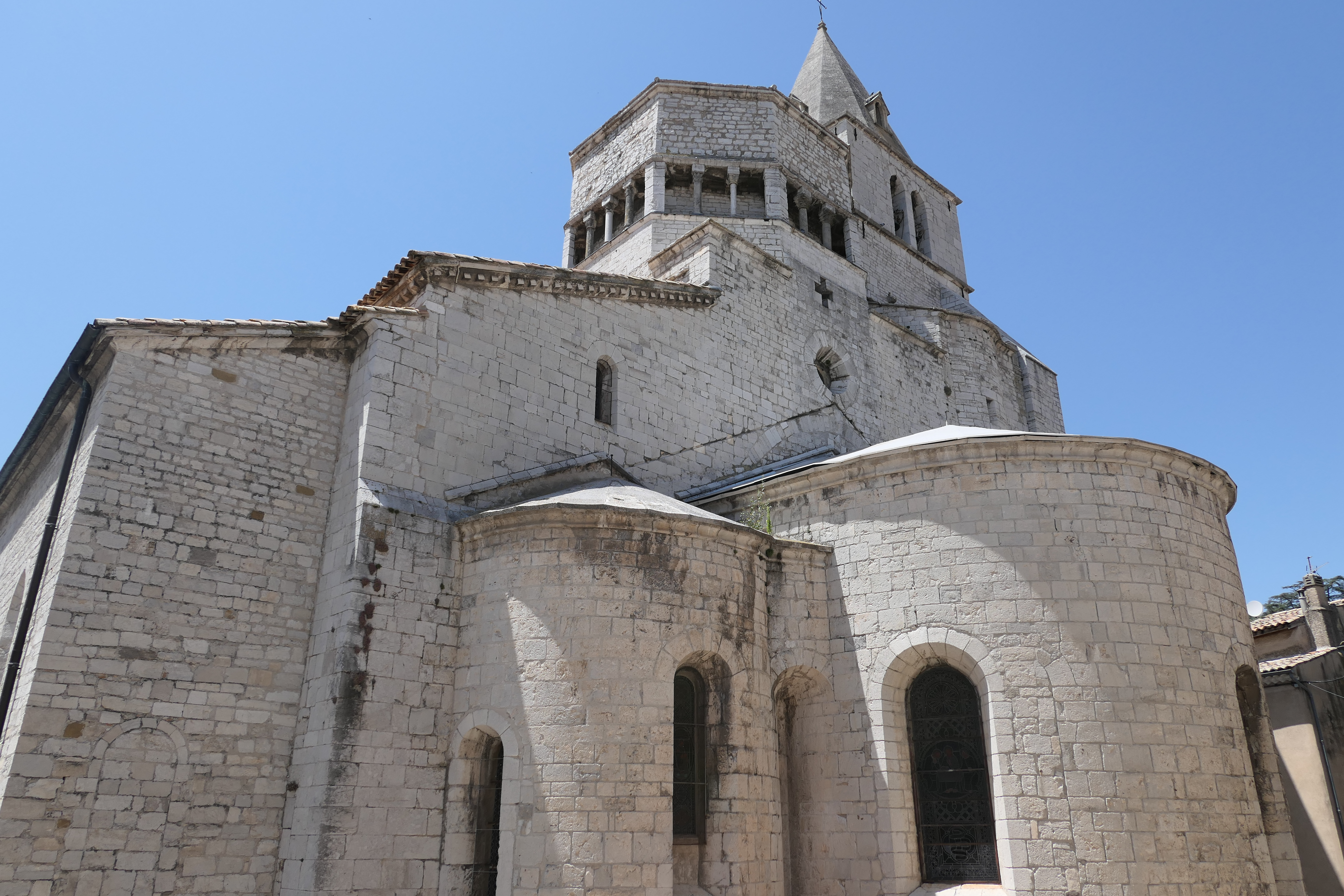
Turm

- Chapelle de la confrérie de la Passion
- Chapelle du souvenir
- Chapelle du Saint Esprit
- Chapelle de la Vierge du Rosaire
- Chapelle sainte Anne
- Chapelle des fonts baptismaux
- Chapelle saint Sébastien
- Chapelle sainte Luce

## Ausstattung
Der ehemalige Hauptaltar von 1645, der heute in der Kapelle des heiligen Marcel in Sisteron steht, besitzt ein Retabel mit zwei Gemälden der Hl. Familie und von Gottvater in der Mitte und den seitlichen Skulpturen des heiligen Donat und von Thyrsos.
Der aktuelle Hochaltar der Kirche besteht aus farbigem Marmor und stammt aus dem 18. Jahrhundert. Außerdem befinden sich im Chor noch das Kenotaph von Bischof Toussaint Glandèves und eine Holztafel mit Abbildungen der heiligen Barbara und des heiligen Ignaz von Loyola.

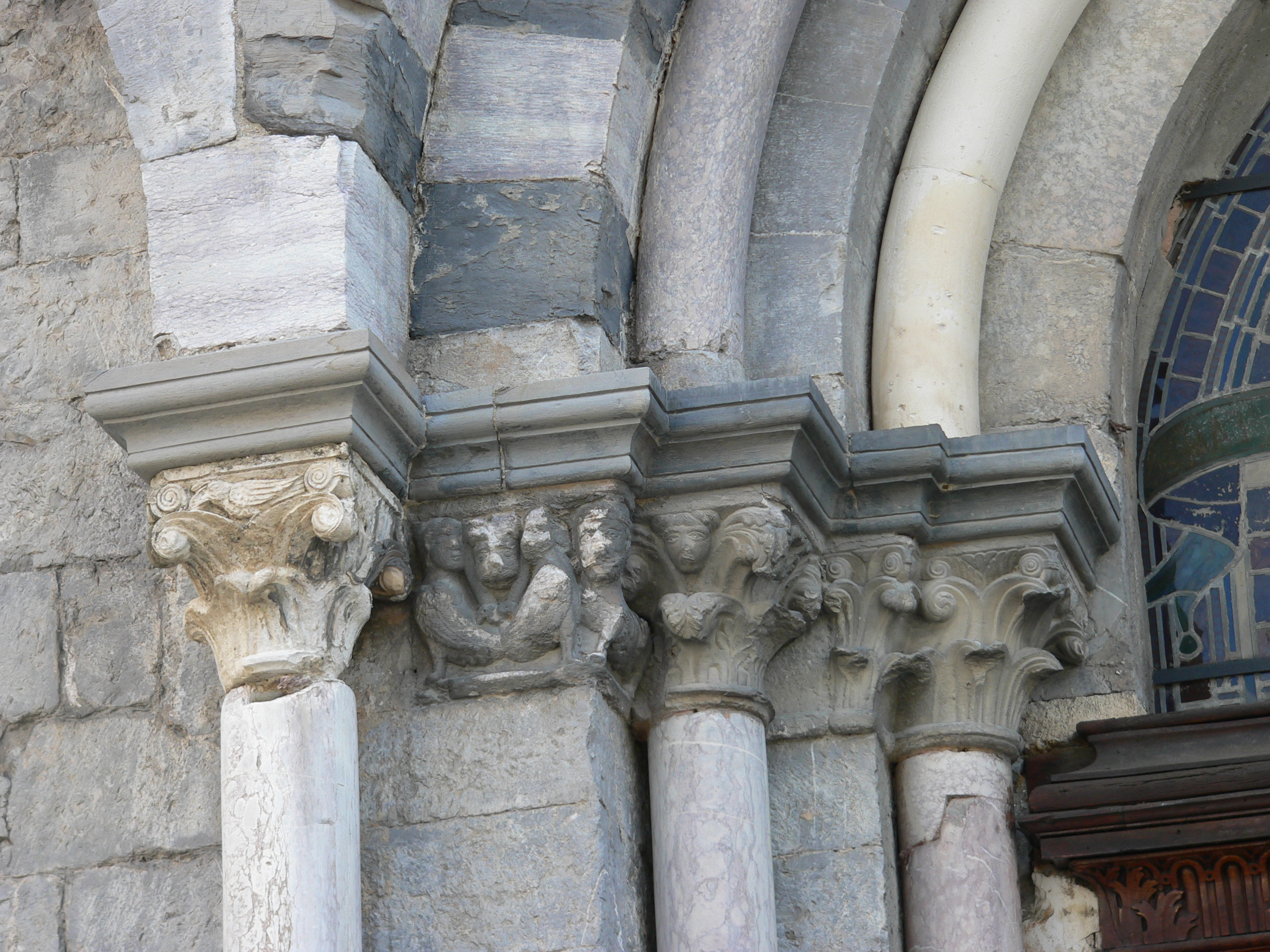
Detail des Hauptportals
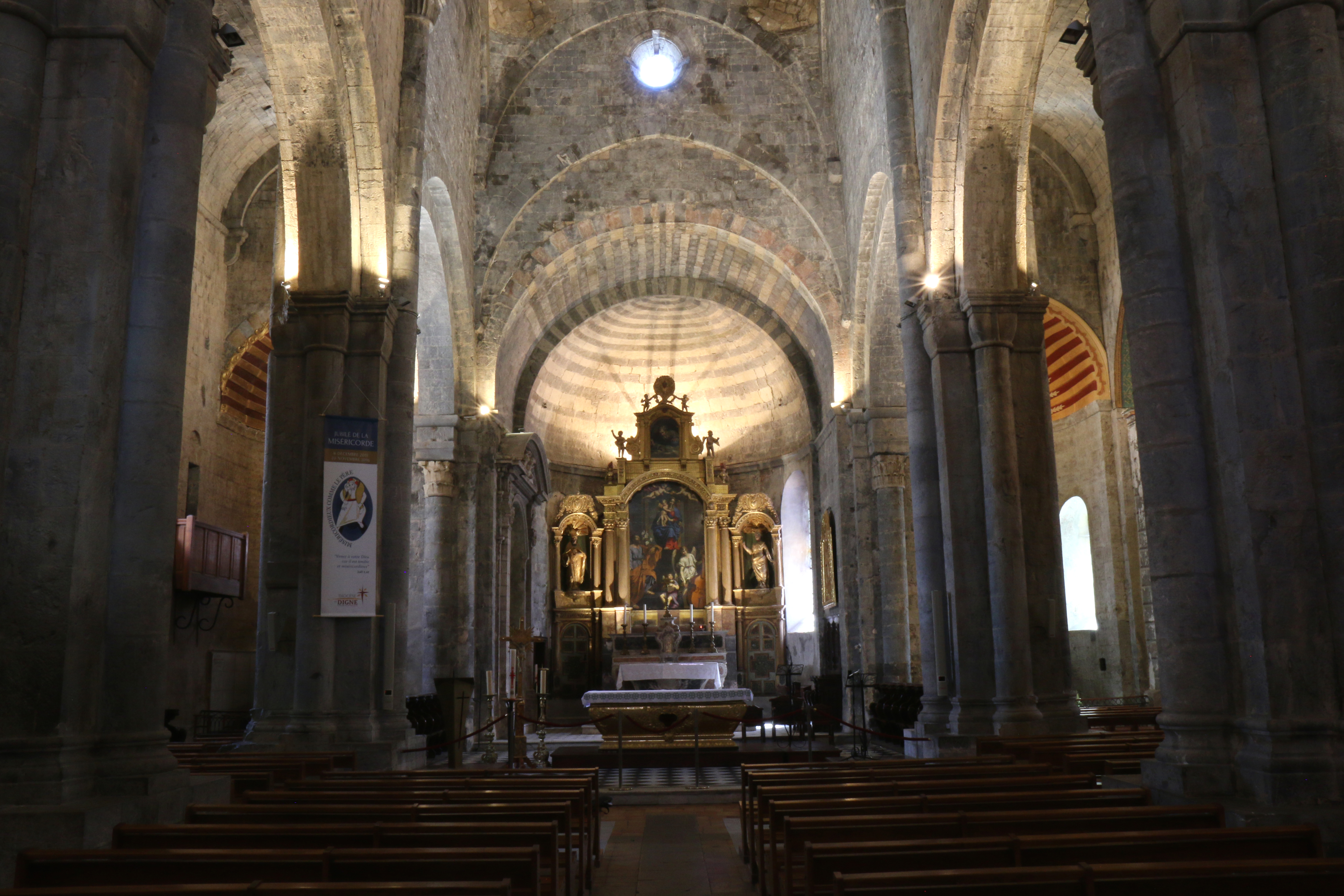
Innenraum
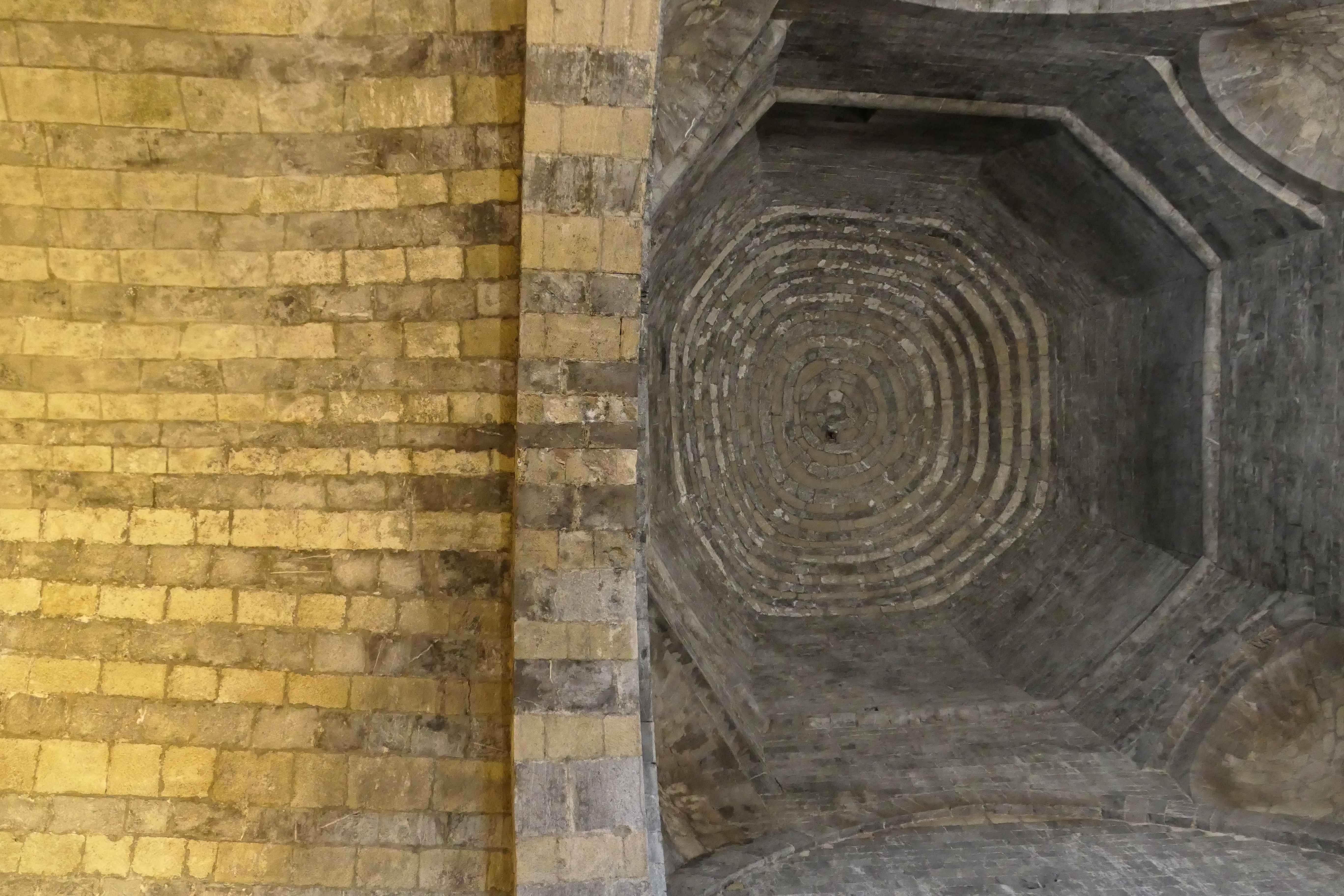
Gewölbe
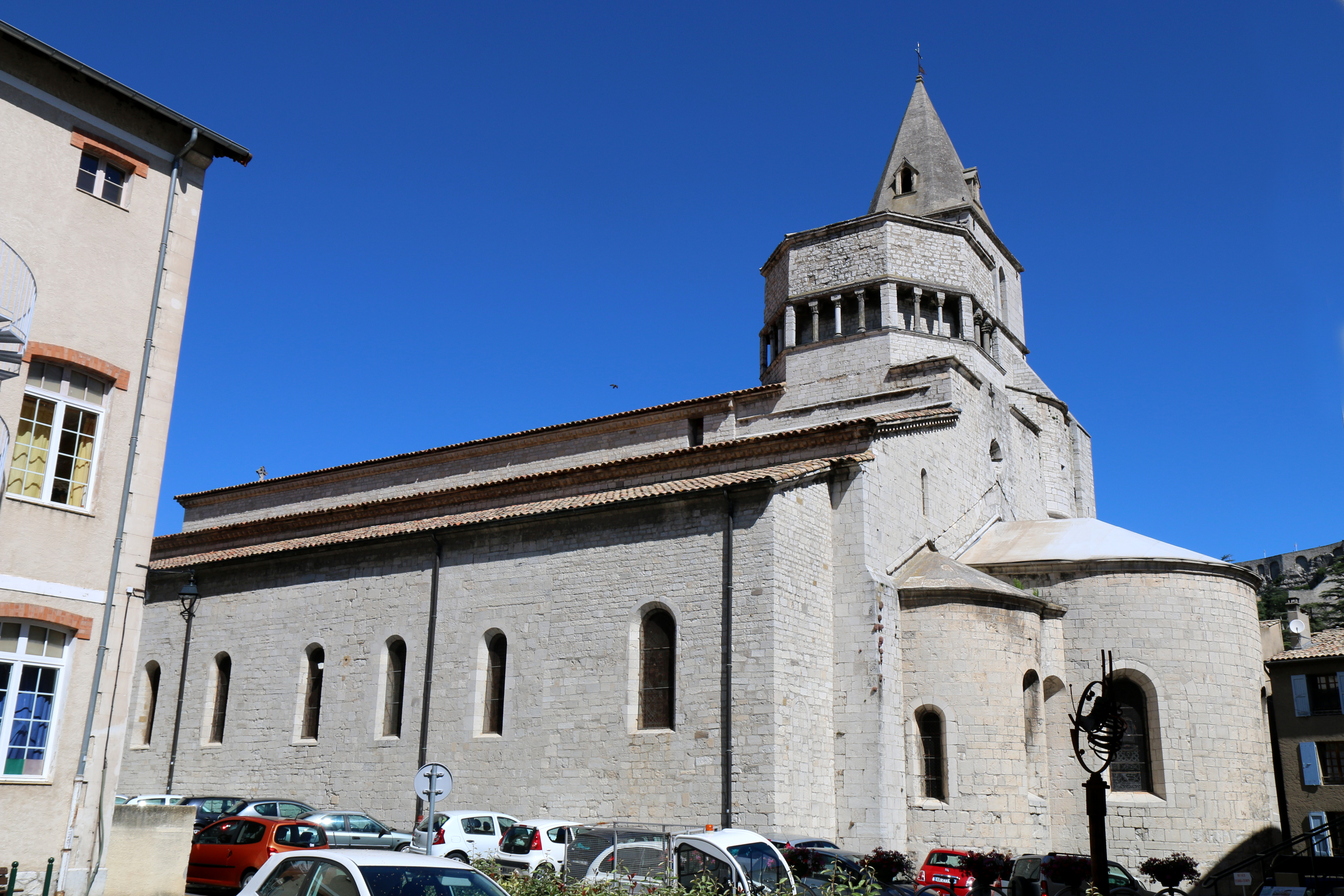
Die Kirche von Süden
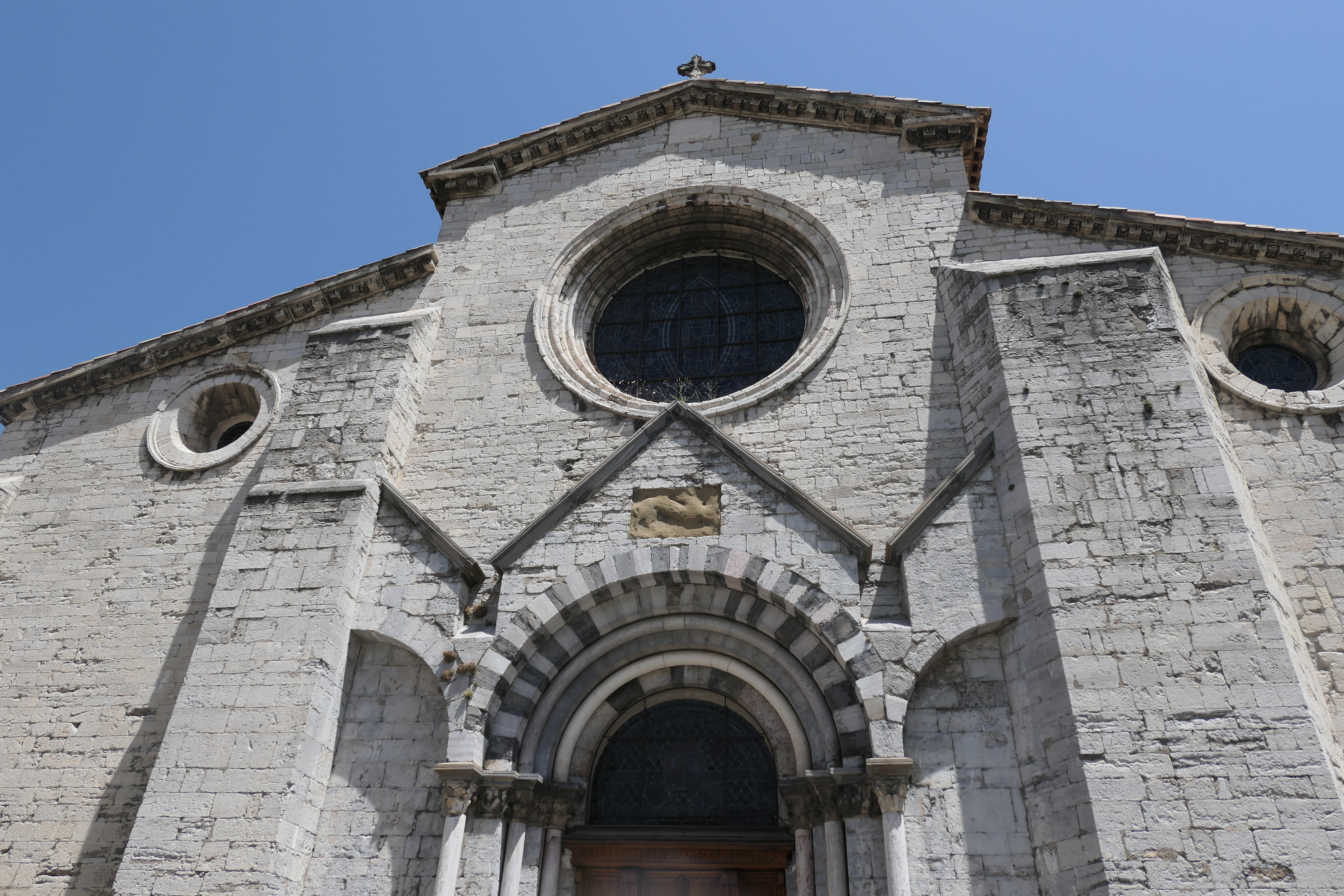
Portal
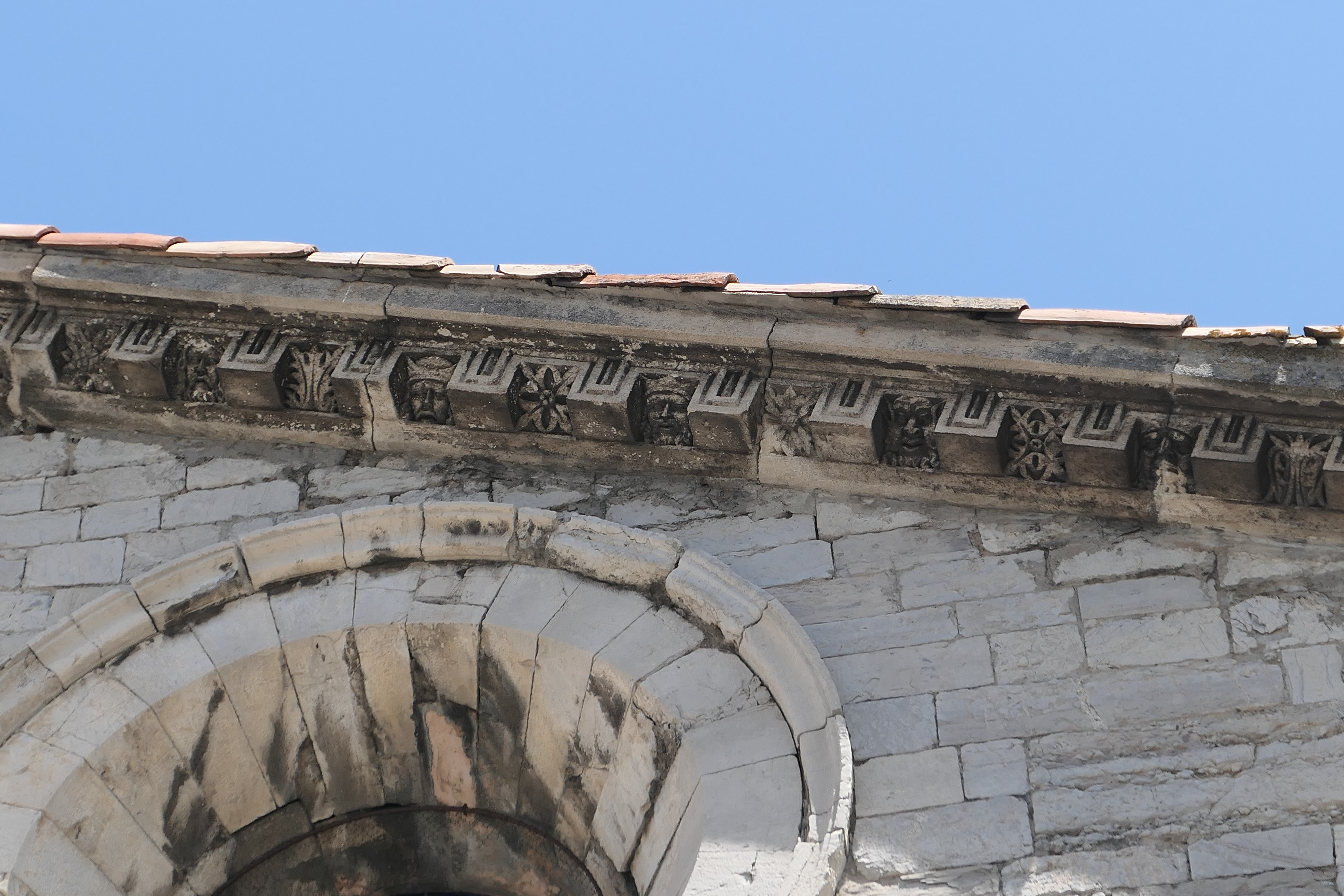
Westfassade Maskenfries

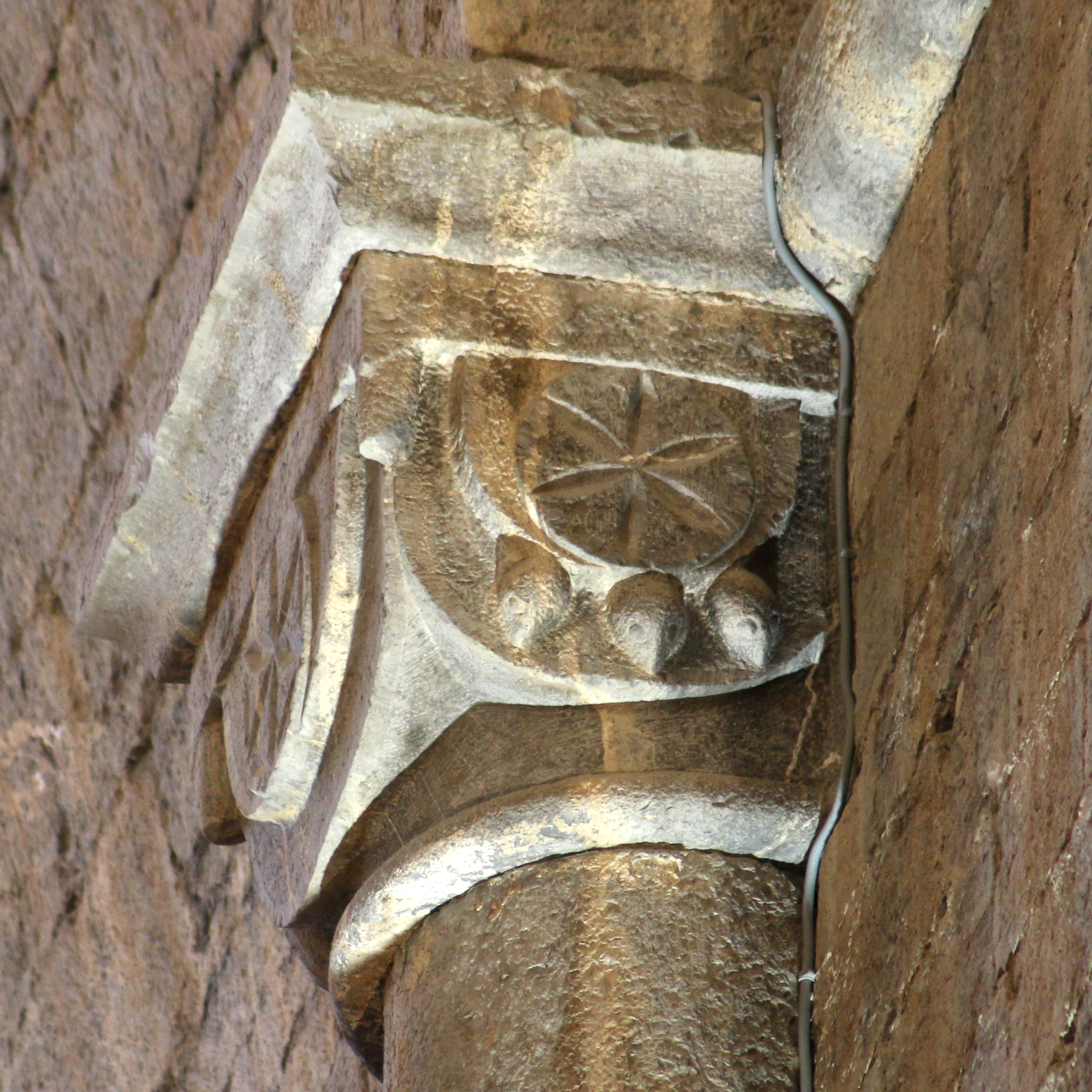
Kapitell
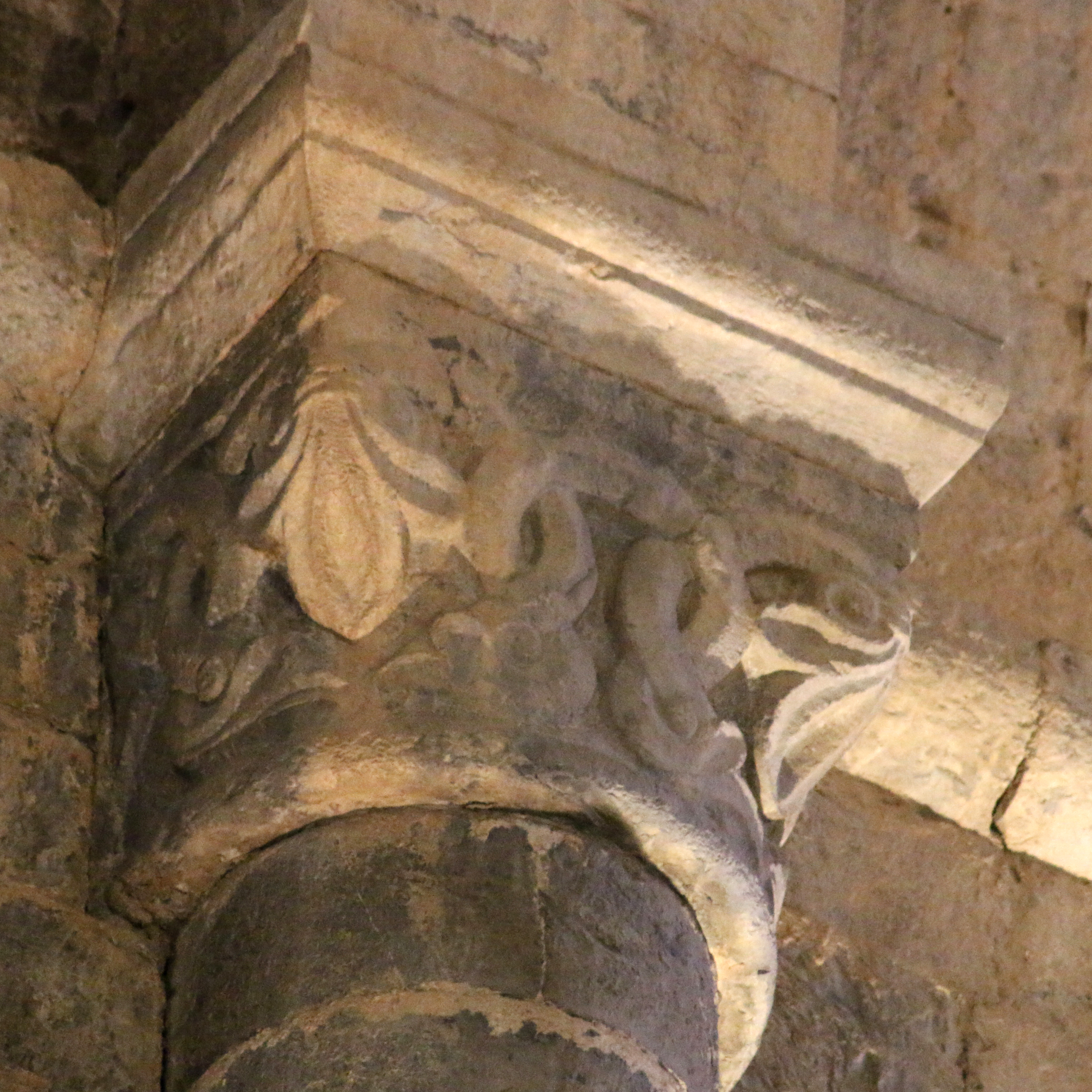
Kapitell
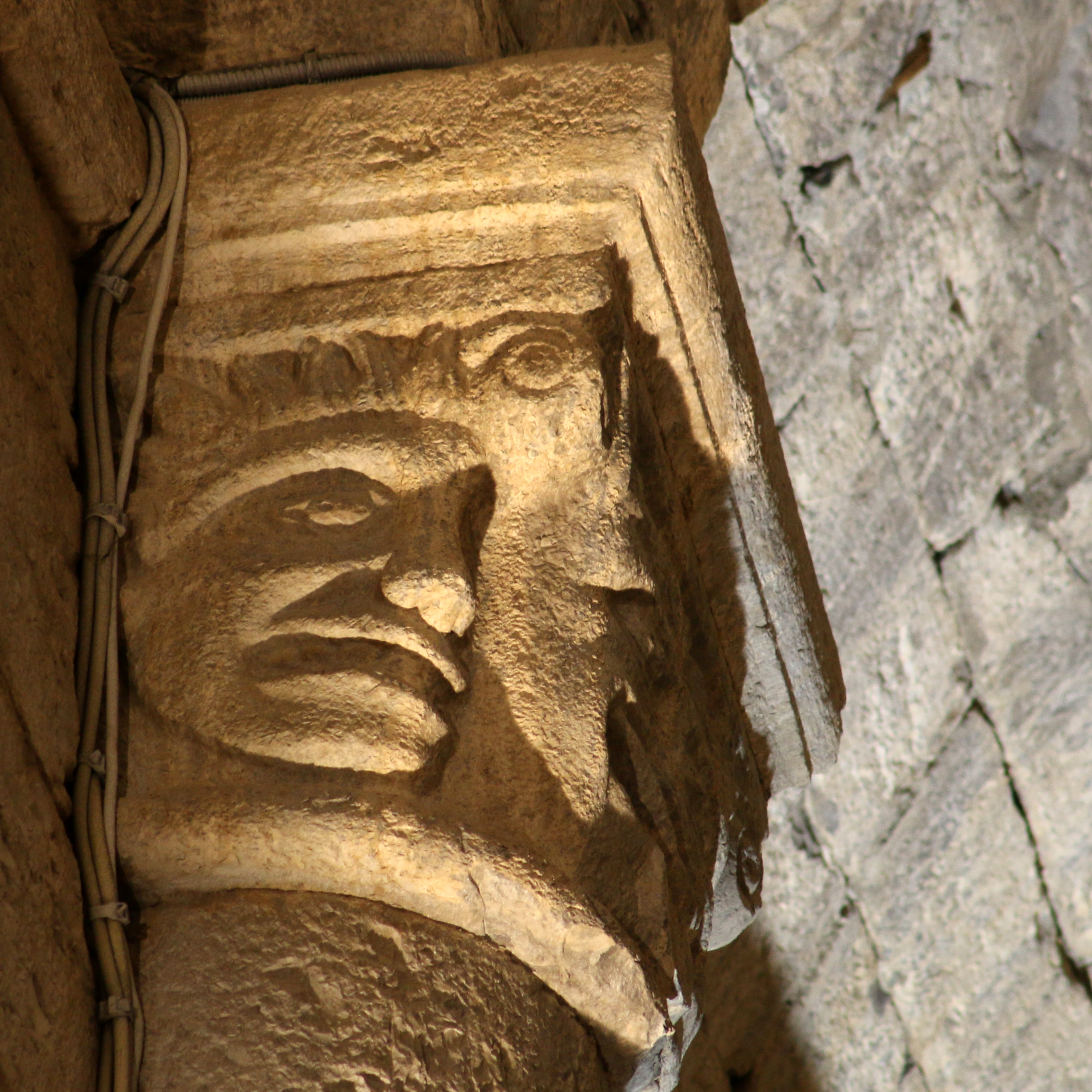
Kapitell
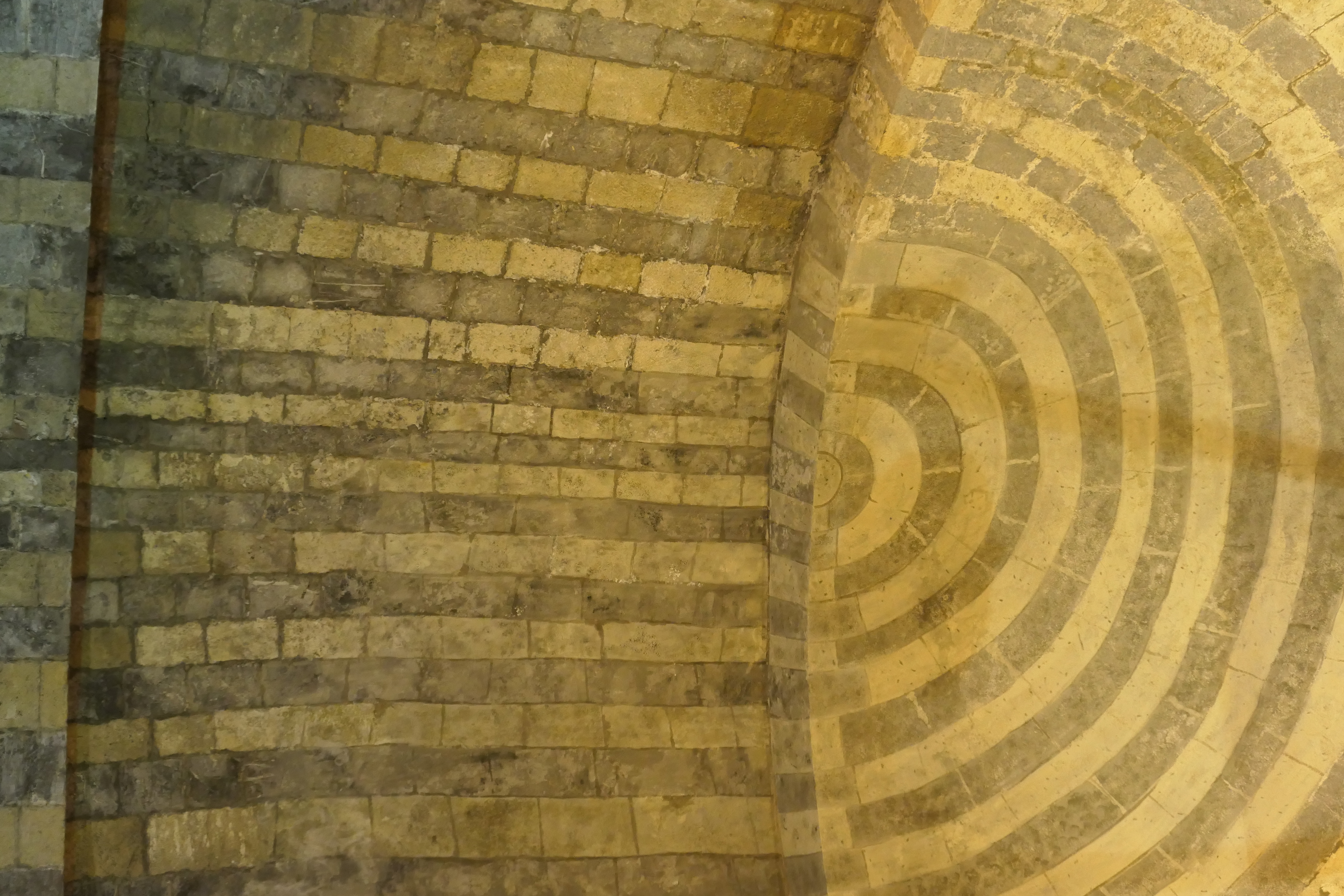
Detail Gewölbe
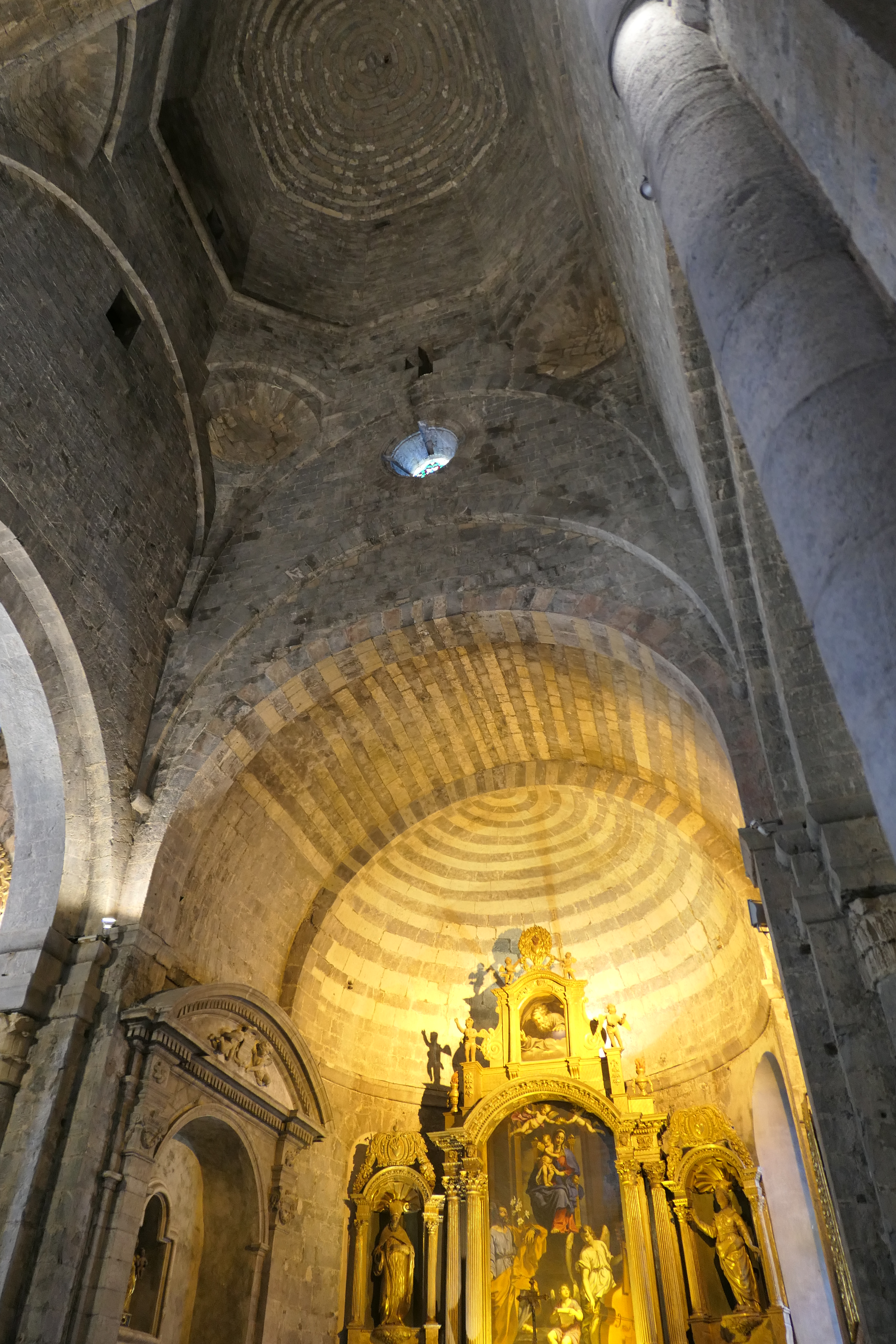
Ansicht Chor
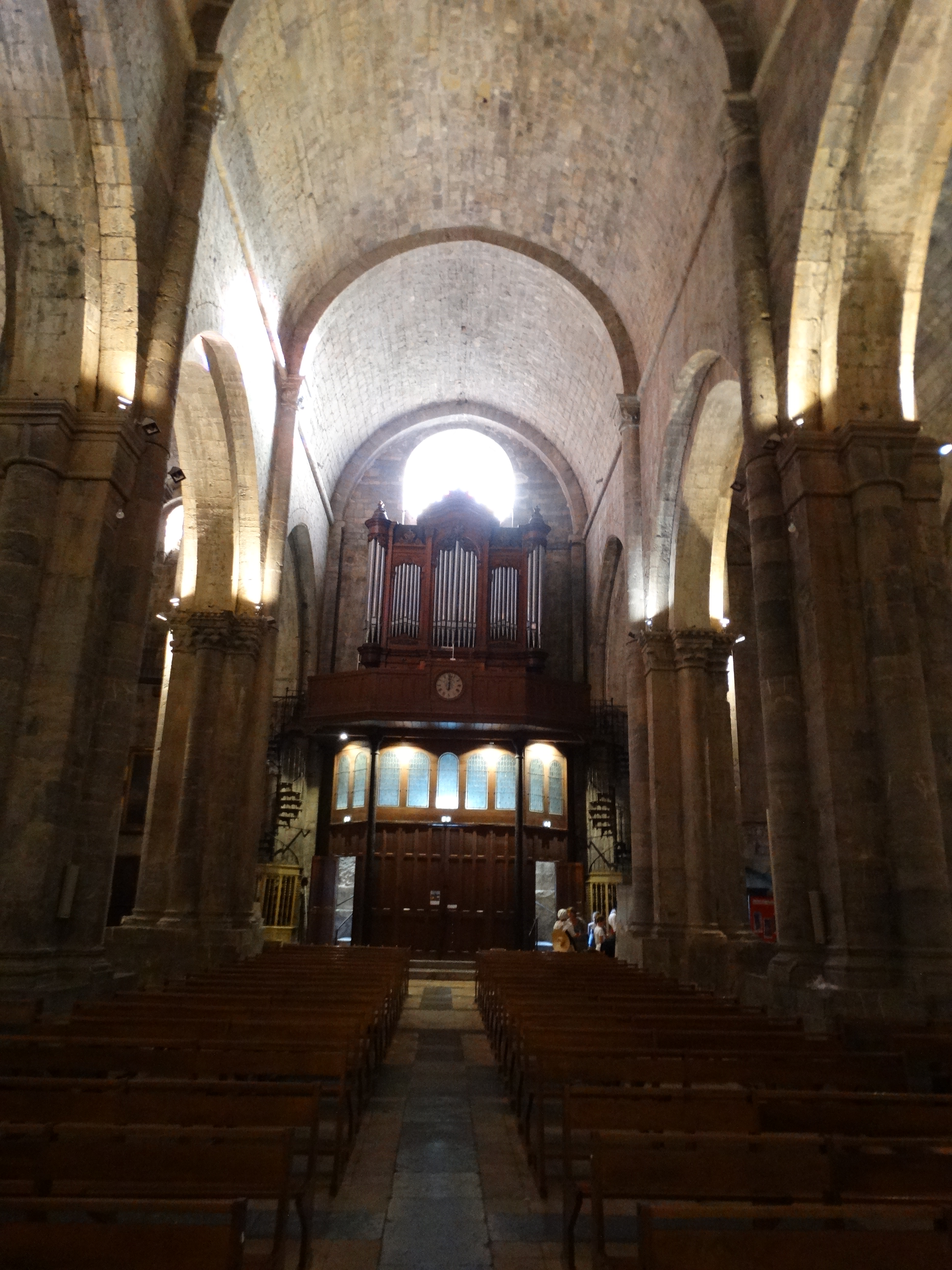
Orgel